# Preclasificatorio de FIBA Américas para la Copa Mundial de Baloncesto de 2023
El Preclasificatorio de FIBA Américas para la Copa Mundial de Baloncesto de 2023 fue una competición de selecciones nacionales de baloncesto de América que se realizó en 2021. Los mejores equipos avanzaron a la Clasificación de FIBA Américas para la Copa Mundial de Baloncesto de 2023.
En la primera fase participaron siete equipos. Los tres mejores de Centroamérica el el mejor de Sudamérica avanzaron a la segunda fase, en la que participaron cuatro equipos más.

## Equipos participantes
Debido a las complicaciones del Covid-19, solo 7 selecciones afiliadas se presentaron a la primera ronda del preclasificatorio divididos en 2 grupos, todos ellos perteneciente a la División B y en la segunda ronda complementarían los 4 peores equipos de la División A que quedaron últimos en sus grupos en el Clasificatorio al Americup 2022.
Centroamérica
- Costa Rica
- Nicaragua
- El Salvador
- Jamaica
- Guyana

Sudamérica
- Bolivia
- Ecuador

## Primera ronda Centroamérica
Por la zona de Centroamérica participaron 5 equipos donde se jugó un todos contra todos. Los tres mejores de esta zona disputarían las segunda ronda.

### Primera Ventana
| 15 de abril de 2021 | Costa Rica                                                    | 67–69                                | Jamaica                                                           | San Salvador                                                                                 |  |
| 16:00 (UTC-6)       | Parciales: 17-17, 7-24, 20-11, 23-17                          | Parciales: 17-17, 7-24, 20-11, 23-17 | Parciales: 17-17, 7-24, 20-11, 23-17                              |                                                                                              |  |
|                     | Estadísticas Victor Arias 17 Carlos Quesada 13 Isaac Conejo 5 | Reporte Pts Reb Asts                 | Estadísticas 16 Omari Johnson 9 Warren Williams 4 Warren Williams | Pabellón: Gimnasio Nacional Adolfo Pineda Árbitros: Roberto Mota Carlos Vélez Mario Granados |  |

| 15 de abril de 2021 | Guyana                                                     | 73–84                                | Nicaragua                                                | San Salvador                                                                                          |  |
| 19:00 (UTC-6)       | Parciales: 14-16, 26-26, 9-21, 24-21                       | Parciales: 14-16, 26-26, 9-21, 24-21 | Parciales: 14-16, 26-26, 9-21, 24-21                     | |  |
|                     | Estadísticas Stanton Rose 20 Anthony Moe 13 Delroy James 8 | Reporte Pts Reb Asts                 | Estadísticas 29 Jared Ruiz 10 Norchad Omier 6 Jared Ruiz | Pabellón: Gimnasio Nacional Adolfo Pineda Árbitros: Leonardo Zalazar Christian Wilmore Orlando Varela |  |

### Segunda Ventana
| 16 de abril de 2021 | Jamaica                                                        | 107–87                                | Guyana                                                    | San Salvador                                                                                      |  |
| 16:00 (UTC-6)       | Parciales: 20-24, 27-18, 31-15, 29-30                          | Parciales: 20-24, 27-18, 31-15, 29-30 | Parciales: 20-24, 27-18, 31-15, 29-30                     |                                                                                                   |  |
|                     | Estadísticas Omari Johnson 26 Warren Williams 12 Joel Bailey 9 | Reporte Pts Reb Asts                  | Estadísticas 25 Anthony Moe 8 Stanton Rose 5 Terron Welch | Pabellón: Gimnasio Nacional Adolfo Pineda Árbitros: Leonardo Zalazar Jesed Diaz Christian Wilmore |  |

| 16 de abril de 2021 | El Salvador                                                       | 58–78                                | Costa Rica                                                 | San Salvador                                                                                |  |
| 19:00 (UTC-6)       | Parciales: 15-20, 9-11, 11-24, 23-23                              | Parciales: 15-20, 9-11, 11-24, 23-23 | Parciales: 15-20, 9-11, 11-24, 23-23                       |                                                                                             |  |
|                     | Estadísticas Roberto Martinez 26 Ronnie Aguilar 15 Carlos Arias 3 | Reporte Pts Reb Asts                 | Estadísticas 15 Victor Arias 9 Victor Arias 5 Isaac Conejo | Pabellón: Gimnasio Nacional Adolfo Pineda Árbitros: Roberto Mota Carlos Velez Kristian Paez |  |

### Tercera Ventana
| 17 de abril de 2021 | Nicaragua                                                | 92–54                                 | Jamaica                                                                | San Salvador                                                                                     |  |
| 16:00 (UTC-6)       | Parciales: 27-11, 22-10, 12-14, 31-19                    | Parciales: 27-11, 22-10, 12-14, 31-19 | Parciales: 27-11, 22-10, 12-14, 31-19                                  |                                                                                                  |  |
|                     | Estadísticas Jared Ruiz 26 Norchar Omier 13 Jared Ruiz 5 | Reporte Pts Reb Asts                  | Estadísticas 24 Warren Williams 9 Warren Williams 3 Stefan Whittingham | Pabellón: Gimnasio Nacional Adolfo Pineda Árbitros: Leonardo Zalazar Carlos Vélez Mario Granados |  |

| 17 de abril de 2021 | Guyana                                                      | 90–92                                 | El Salvador                                                          | San Salvador                                                                                |  |
| 19:00 (UTC-6)       | Parciales: 24-26, 29-27, 27-14, 10-25                       | Parciales: 24-26, 29-27, 27-14, 10-25 | Parciales: 24-26, 29-27, 27-14, 10-25                                |                                                                                             |  |
|                     | Estadísticas Delroy James 27 Stanton Rose 10 Delroy James 5 | Reporte Pts Reb Asts                  | Estadísticas 35 Ronnie Aguilar 16 Ronnie Aguilar 4 Eduardo Escalante | Pabellón: Gimnasio Nacional Adolfo Pineda Árbitros: Jesed Diaz Kristian Paez Orlando Varela |  |

### Cuarta Ventana
| 18 de abril de 2021 | Costa Rica                                                   | 78–75                                 | Guyana                                                       | San Salvador                                                                                        |  |
| 16:00 (UTC-6)       | Parciales: 20-20, 19-21, 27-15, 12-19                        | Parciales: 20-20, 19-21, 27-15, 12-19 | Parciales: 20-20, 19-21, 27-15, 12-19                        | |  |
|                     | Estadísticas Daniel Shedden 19 Victor Arias 9 Victor Arias 5 | Reporte Pts Reb Asts                  | Estadísticas 29 Delroy James 12 Delroy James 5 Deylon Bovell | Pabellón: Gimnasio Nacional Adolfo Pineda Árbitros: Leonardo Zalazar Roberto Mota Christian Wilmore |  |

| 18 de abril de 2021 | El Salvador                           | 82–89                                 | Nicaragua                             | San Salvador                                                                                |  |
| 19:00 (UTC-6)       | Parciales: 26-14, 29-23, 12-20, 15-32 | Parciales: 26-14, 29-23, 12-20, 15-32 | Parciales: 26-14, 29-23, 12-20, 15-32 |                                                                                             |  |
|                     | Estadísticas                          | Reporte Pts Reb                       | Estadísticas                          | Pabellón: Gimnasio Nacional Adolfo Pineda Árbitros: Jesed Diaz Kristian Paez Orlando Varela |  |

### Quinta Ventana
| 19 de abril de 2021 | Nicaragua                                                       | 55–72                                | Costa Rica                                                         | San Salvador                                                                                     |  |
| 16:00 (UTC-6)       | Parciales: 12-18, 21-14, 14-15, 8-25                            | Parciales: 12-18, 21-14, 14-15, 8-25 | Parciales: 12-18, 21-14, 14-15, 8-25                               |                                                                                                  |  |
|                     | Estadísticas Vansdell Thomas 14 Andy Perez 13 Francisco Garth 3 | Reporte Pts Reb Asts                 | Estadísticas 18 Daniel Shedden 13 Victor Arias 5 Manrique Alvarado | Pabellón: Gimnasio Nacional Adolfo Pineda Árbitros: Leonardo Zalazar Roberto Mota Mario Granados |  |

| 19 de abril de 2021 | Jamaica                                                        | 66–68                                 | El Salvador                                                         | San Salvador                                                                                  |  |
| 19:00 (UTC-6)       | Parciales: 18-15, 18-21, 13-16, 17-16                          | Parciales: 18-15, 18-21, 13-16, 17-16 | Parciales: 18-15, 18-21, 13-16, 17-16                               |                                                                                               |  |
|                     | Estadísticas Omari Johnson 18 Warren Williams 10 Joel Bailey 4 | Reporte Pts Reb Asts                  | Estadísticas 19 Roberto Martinez 12 Carlos Arias 5 Roberto Martinez | Pabellón: Gimnasio Nacional Adolfo Pineda Árbitros: Jesed Diaz Carlos Velez Christian Wilmore |  |

#### Posiciones
| #   | Equipo      | PJ | G | P | PE  | PP  | Dif | Pts |
| --- | ----------- | -- | - | - | --- | --- | --- | --- |
| 1.° | Costa Rica  | 4  | 3 | 1 | 295 | 257 | +38 | 7   |
| 2.° | Nicaragua   | 4  | 3 | 1 | 320 | 281 | +39 | 7   |
| 3.° | El Salvador | 4  | 2 | 2 | 300 | 323 | -23 | 6   |
| 4.° | Jamaica     | 4  | 2 | 2 | 296 | 314 | -18 | 6   |
| 5.° | Guyana      | 4  | 0 | 4 | 261 | 318 | -36 | 4   |

|  |                                                                 |
|  | Costa Rica, Nicaragua y El Salvador acceden a la Segunda Ronda. |

## Primera ronda Sudamérica
Por la zona de Sudamérica participaran 2 equipos donde en un ida y vuelta se conocerá al último clasificado para la segunda ronda. Edición por German

### Primera Ventana
| 12 de junio de 2021 | Bolivia                                                           | 91–57                                | Ecuador                                                              | Tarija                                                                                        |  |
| 20:00 (UTC-4)       | Parciales: 15-22, 20-9, 33-16, 23-10                              | Parciales: 15-22, 20-9, 33-16, 23-10 | Parciales: 15-22, 20-9, 33-16, 23-10                                 |                                                                                               |  |
|                     | Estadísticas Pedro Gutierrez 16 Cristhian Camargo 7 Ronald Arze 4 | Reporte Pts Reb Asts                 | Estadísticas 17 Carlos Delgado 12 Jordan Cardenas 3 Alexander Guerra | Pabellón: Guadalquivir Básquetbol Árbitros: Leonardo Salazar Nicolas Flores Felipe Valenzuela |  |

| 16 de junio de 2021 | Ecuador                                                        | 69–51                                | Bolivia                                                           | Guayaquil                                                                       |  |
| 18:30 (UTC-5)       | Parciales: 17-10, 21-8, 11-17, 20-13                           | Parciales: 17-10, 21-8, 11-17, 20-13 | Parciales: 17-10, 21-8, 11-17, 20-13                              |                                                                                 |  |
|                     | Estadísticas Luis Riascos 22 Alexander Guerra 6 Luis Riascos 5 | Reporte Pts Reb Asts                 | Estadísticas 23 Armando Choque 7 Cristhian Camargo 3 Martin Ochoa | Pabellón: Voltaire Paladines Árbitros: Omar Bermúdez Carlos Velez Rodrigo Mejia |  |

#### Posiciones
| #   | Equipo  | PJ | G | P | PE  | PP  | Dif | Pts |
| --- | ------- | -- | - | - | --- | --- | --- | --- |
| 1.° | Bolivia | 2  | 1 | 1 | 142 | 126 | +16 | 3   |
| 2.° | Ecuador | 2  | 1 | 1 | 126 | 142 | -16 | 3   |

|  |                                    |
|  | Bolivia accede a la Segunda Ronda. |

## Ronda 2
La segunda ronda del preclasificatorio se dividirá en 2 cuadrangulares con 2 sedes donde los 2 mejores de cada grupo ascenderán o se permanecerán en División A para disputar las eliminatorias rumbo a la Copa Mundial de Baloncesto de 2023.
| Últimos clasificados Clasificatorio Americup - División A | Clasificados de la 1º fase Preclasificatorio - División B        |
| --------------------------------------------------------- | ---------------------------------------------------------------- |
| Bahamas (62) Cuba (64) Chile (68) Paraguay (72)           | Costa Rica (106) Bolivia (115) Nicaragua (116) El Salvador (133) |

- (#) Los equipos llegan a la segunda fase con el Ranking FIBA de marzo de 2021.

### Cuadrangular A
La sede elegida para el grupo A será la ciudad de San Salvador desde el próximo 1 al 4 de julio.
| #   | Equipo      | PJ | G | P | PE  | PP  | Dif | Pts |
| --- | ----------- | -- | - | - | --- | --- | --- | --- |
| 1.° | Bahamas     | 3  | 3 | 0 | 251 | 218 | +33 | 6   |
| 2.° | Cuba        | 3  | 2 | 1 | 253 | 219 | +34 | 5   |
| 3.° | Costa Rica  | 3  | 1 | 2 | 182 | 212 | -30 | 4   |
| 4.° | El Salvador | 3  | 0 | 3 | 207 | 244 | -37 | 3   |

|  |                                          |
|  | Bahamas y Cuba permanecen en División A. |

#### Primera Fecha
| 2 de julio de 2021 | Cuba                                                         | 88–89                                 | Bahamas                                                           | San Salvador                                                                                |  |
| 16:30 (UTC-6)      | Parciales: 21-19, 28-16, 27-23, 12-31                        | Parciales: 21-19, 28-16, 27-23, 12-31 | Parciales: 21-19, 28-16, 27-23, 12-31                             |                                                                                             |  |
|                    | Estadísticas Jasiel Rivero 35 Jasiel Rivero 13 Osmel Oliva 6 | Reporte Pts Reb Asts                  | Estadísticas 18 Travis Munnings 8 Travis Munnings 9 Franco Miller | Pabellón: Gimnasio Nacional Adolfo Pineda Árbitros: Jesed Diaz Allan Mercado Claudio Osorio |  |

| 2 de julio de 2021 | Costa Rica                                                          | 71–58                                | El Salvador                                                        | San Salvador                                                                                |  |
| 19:30 (UTC-6)      | Parciales: 22-11, 20-23, 14-17, 15-8                                | Parciales: 22-11, 20-23, 14-17, 15-8 | Parciales: 22-11, 20-23, 14-17, 15-8                               |                                                                                             |  |
|                    | Estadísticas Manrique Alvarado 19 Carlos Quesada 10 Isaac Conejo 10 | Reporte Pts Reb Asts                 | Estadísticas 10 Roberto Martinez 12 Carlos Arias 3 Alejandro Arias | Pabellón: Gimnasio Nacional Adolfo Pineda Árbitros: Marcos Benito Máximo Cruz Yezid Carreno |  |

#### Segunda Fecha
| 3 de julio de 2021 | Bahamas                                                          | 75–51                               | Costa Rica                                                    | San Salvador                                                                                          |  |
| 16:30 (UTC-6)      | Parciales: 17-8, 25-9, 19-15, 14-19                              | Parciales: 17-8, 25-9, 19-15, 14-19 | Parciales: 17-8, 25-9, 19-15, 14-19                           | |  |
|                    | Estadísticas Franco Miller 11 Mackey Jr Willis 9 Franco Miller 6 | Reporte Pts Reb Asts                | Estadísticas 14 Daniel Shedden 10 Jefny Anderson 3 Deon Lynch | Pabellón: Gimnasio Nacional Adolfo Pineda Árbitros: Jesed Diaz Nicolás Flores Avalos Valentín Carreno |  |

| 3 de julio de 2021 | El Salvador                                                           | 70–86                                 | Cuba                                                         | San Salvador                                                                                   |  |
| 19:30 (UTC-6)      | Parciales: 13-22, 17-18, 27-18, 13-28                                 | Parciales: 13-22, 17-18, 27-18, 13-28 | Parciales: 13-22, 17-18, 27-18, 13-28                        |                                                                                                |  |
|                    | Estadísticas Roberto Martinez 28 Ronnie Aguilar 12 Roberto Martinez 4 | Reporte Pts Reb Asts                  | Estadísticas 27 Jasiel Rivero 15 Yoel Cubilla 8 Karel Guzman | Pabellón: Gimnasio Nacional Adolfo Pineda Árbitros: Marcos Benito Allan Mercado Claudio Osorio |  |

#### Tercera Fecha
| 4 de julio de 2021 | Costa Rica                                                        | 60–79                                | Cuba                                                        | San Salvador                                                                                    |  |
| 16:30 (UTC-6)      | Parciales: 6-14, 13-24, 24-11, 17-30                              | Parciales: 6-14, 13-24, 24-11, 17-30 | Parciales: 6-14, 13-24, 24-11, 17-30                        |                                                                                                 |  |
|                    | Estadísticas Manrique Alvarado 19 Jefny Anderson 7 Isaac Conejo 8 | Reporte Pts Reb Asts                 | Estadísticas 25 Karel Guzmán 13 Karel Guzmán 6 Karel Guzmán | Pabellón: Gimnasio Nacional Adolfo Pineda Árbitros: Marcos Benito Nicolas Flores Claudio Osorio |  |

| 4 de julio de 2021 | Bahamas                                                           | 87–79                                 | El Salvador                                                     | San Salvador                                                                             |  |
| 19:30 (UTC-6)      | Parciales: 21-20, 30-14, 17-24, 19-21                             | Parciales: 21-20, 30-14, 17-24, 19-21 | Parciales: 21-20, 30-14, 17-24, 19-21                           |                                                                                          |  |
|                    | Estadísticas Kentwan Smith 20 Mychel Thompson 8 Travis Munnings 5 | Reporte Pts Reb Asts                  | Estadísticas 25 Brayan Garcia 13 Brayan Garcia 5 Mauricio Lahud | Pabellón: Gimnasio Nacional Adolfo Pineda Árbitros: Jesed Diaz Máximo Cruz Yezid Carreno |  |

### Cuadrangular B
La sede elegida para el grupo B será la ciudad de Santiago de Chile. desde el próximo 13 al 15 de julio.
| #   | Equipo    | PJ | G | P | PE  | PP  | Dif | Pts |
| --- | --------- | -- | - | - | --- | --- | --- | --- |
| 1.° | Chile     | 3  | 3 | 0 | 253 | 177 | +76 | 6   |
| 2.° | Paraguay  | 3  | 1 | 2 | 212 | 191 | +21 | 4   |
| 3.° | Nicaragua | 3  | 1 | 2 | 221 | 242 | -21 | 4   |
| 4.° | Bolivia   | 3  | 1 | 2 | 188 | 264 | -76 | 4   |

|  |                                            |
|  | Chile y Paraguay permanecen en División A. |

#### Primera Fecha
| 13 de julio de 2021 | Nicaragua                                                  | 76–73                                 | Paraguay                                                        | Santiago de Chile                                                                                             |  |
| 19:00 (UTC-4)       | Parciales: 17-24, 21-12, 16-16, 22-21                      | Parciales: 17-24, 21-12, 16-16, 22-21 | Parciales: 17-24, 21-12, 16-16, 22-21                           | |  |
|                     | Estadísticas Jared Ruiz 23 Norchad Omier 13 Dalton Cacho 7 | Reporte Pts Reb Asts                  | Estadísticas 15 Gabriel Peralta 9 Edgar Riveros 7 Edgar Riveros | Pabellón: Centro de Entrenamiento Olímpico 2 Árbitros: Andrés Bartel Alberto Achutegui López Ramiro Inchauspe |  |

| 13 de julio de 2021 | Chile                                                                | 105–52                              | Bolivia                                                     | Santiago de Chile                                                                                      |  |
| 22:15 (UTC-4)       | Parciales: 20-9, 26-21, 22-13, 37-9                                  | Parciales: 20-9, 26-21, 22-13, 37-9 | Parciales: 20-9, 26-21, 22-13, 37-9                         | |  |
|                     | Estadísticas Sebastián Suárez 16 Sebastián Herrera 8 Carlos Lauler 5 | Reporte Pts Reb Asts                | Estadísticas 18 Joshua Reaves 6 Ronald Arze 2 Joshua Reaves | Pabellón: Centro de Entrenamiento Olímpico 2 Árbitros: Gonzalo Salgueiro Johnny Palermo Bruno Oliveira |  |

#### Segunda Fecha
| 14 de julio de 2021 | Bolivia                                                    | 87–82                                 | Nicaragua                                                     | Santiago de Chile                                            |  |
| 19:00 (UTC-4)       | Parciales: 25-15, 23-26, 16-13, 23-28                      | Parciales: 25-15, 23-26, 16-13, 23-28 | Parciales: 25-15, 23-26, 16-13, 23-28                         |                                                              |  |
|                     | Estadísticas Joshua Reaves 21 René Calvo 9 Joshua Reaves 7 | Reporte Pts Reb Asts                  | Estadísticas 18 Francisco Garth 12 Norchad Omier 7 Jared Ruiz | Árbitros: Johnny Palermo Carlos Andrés Vélez Diego Chiconato |  |

| 14 de julio de 2021 | Chile                                                                | 66–62                                 | Paraguay                                                                      | Santiago de Chile                                               |  |
| 22:15 (UTC-4)       | Parciales: 18-13, 15-10, 17-18, 16-21                                | Parciales: 18-13, 15-10, 17-18, 16-21 | Parciales: 18-13, 15-10, 17-18, 16-21                                         |                                                                 |  |
|                     | Estadísticas Sebastián Suárez 22 Felipe Haase 11 Sebastián Herrera 5 | Reporte Pts Reb Asts                  | Estadísticas 10 Diego Bareiro 8 Juan Bautista Poisson 4 Juan Bautista Poisson | Árbitros: Andrés Gastón Bartel Gonzalo Salgueiro Bruno Oliveira |  |

#### Tercera Fecha
| 15 de julio de 2021 | Bolivia                                              | 49–77                                | Paraguay                                                      | Santiago de Chile                                             |  |
| 19:00 (UTC-4)       | Parciales: 9-21, 15-17, 11-15, 14-24                 | Parciales: 9-21, 15-17, 11-15, 14-24 | Parciales: 9-21, 15-17, 11-15, 14-24                          |                                                               |  |
|                     | Estadísticas René Calvo 9 René Calvo 8 Ronald Arze 2 | Reporte Pts Reb Asts                 | Estadísticas 17 Edgar Riveros 8 Bruno Zanotti 3 Fernando Dose | Árbitros: Andrés Bartel Carlos Vélez Londono Ramiro Inchauspe |  |

| 15 de julio de 2021 | Chile                                                             | 82–63                                 | Nicaragua                                                      | Santiago de Chile                                                |  |
| 22:15 (UTC-4)       | Parciales: 22-18, 18-10, 23-15, 19-20                             | Parciales: 22-18, 18-10, 23-15, 19-20 | Parciales: 22-18, 18-10, 23-15, 19-20                          |                                                                  |  |
|                     | Estadísticas Sebastián Herrera 16 Maxwell Lorca 8 Manuel Suárez 6 | Reporte Pts Reb Asts                  | Estadísticas 18 Norchad Omier 18 Norchad Omier 5 Romario Ponce | Árbitros: Johnny Palermo Diego Chiconato Bruno Da Costa Oliveira |  |